# 上江洲均
上江洲 均（うえず ひとし、1937年10月16日 - 2017年12月17日）は、日本の民俗学者。名桜大学名誉教授。

## 来歴・人物
沖縄県島尻郡久米島町生まれ。1961年琉球大学国文科卒業後、公立学校教諭を経て、1967年に琉球政府立博物館に学芸員として勤務した。1987年に沖縄県立博物館副館長を、1995年から2003年まで名桜大学国際学部教授を務めたほか、久米島博物館館長、沖縄民俗学会会長や『新沖縄県史』編集委員会会長などに就いた。
徹底的なフィールドワークを通じて沖縄・奄美地域の民具を研究した同分野の第一人者であり、沖縄民俗研究の組織化にも携わったことで知られる。

## 受賞
- 第29回東恩納寛惇賞（琉球新報社主催、2012年）[1][2]

## 著書
- 『沖縄の民具』慶友社 考古民俗叢書 1973
- 『沖縄の暮らしと民具』慶友社 考古民俗叢書 1982
- 『伊平屋島民俗散歩』ひるぎ社 おきなわ文庫 1986
- 『沖縄のくらしと文化』大塚勝久写真 ポプラ社 沖縄の自然と文化シリーズ 1986
- 『南島の民俗文化 生活・祭り・技術の風景』ひるぎ社 おきなわ文庫 1987
- 『ふるさと沖縄の民具』徳元葉子写真 沖縄文化社 1995
- 『沖縄民俗誌』榕樹書林 琉球弧叢書

1. 沖縄の民具と生活　2005
2. 久米島の民俗文化、2007
3. 沖縄の祭りと年中行事、2008

### 共著編
- 『琉球諸島の民具』神崎宣武,工藤員功共著 未来社 民族文化双書 1983
- 『日本の伝統工芸 12 九州 2・沖縄』編　ぎょうせい 1985
- 仲原善秀『久米島の歴史と民俗』編 第一書房 1990

### 翻訳
- 尹紹亭『雲南農耕文化の起源 少数民族農耕具の研究』李湲訳（監訳）第一書房 1999

## 論文
- <上江洲均